# Ordine di Sant'Olga e Santa Sofia
L'Ordine famigliare reale delle Sante Olga e Sofia (detto anche Ordine di Santa Olga e Santa Sofia, in greco: Βασιλικό οικογενειακό τάγμα Αγίων Όλγας και Σοφίας Vasiliko ikogeniako tagma Agion Olgas ke Sofias) è un ordine cavalleresco istituito nel 1936 da re Giorgio II in memoria delle regine Olga e Sofia ed in onore delle sante ortodosse Olga e Sofia. L'Ordine era il terzo ordine più importante del regno ed era riservato esclusivamente alle donne. Esso è l'equivalente femminile dell'Ordine di San Giorgio e San Costantino. Il sovrano è di diritto Sovrano dell'Ordine, che dal 1973, anno in cui venne abolita la monarchia greca, viene concesso solo come Ordine famigliare dal Capo della Casa Reale di Grecia.

## Ordine

### Classi dell'Ordine
- Dama di Gran Croce
- Dama di II classe
- Dama di III classe
- Dama di IV classe

### Insegne dell'Ordine
Le insegne della III e IV classe consiste in una medaglia rotonda che riporta al proprio centro una croce di smalto bianco, con a sua volta all'interno una cornice rossa che riporta i ritratti ante Olga e Sofia. La cornice della medaglia è costituita per metà da uno sfondo in smalto blu, su cui è riportata l'iscrizione in greco AΓΙA COΦIA AΓΙA OΛΓA (Santa Sofia Santa Olga), mentre l'altra parte della cornice riporta immagini alternate di un leone ed un cuore.  Il medaglia è sormontata da una corona che è issata ad un nastro blu scuro con rifiniture orizzontali bianche. La differenza delle insegne delle prime due classe è che nella I le rifiniture sono in argento, mentre nella II in oro. Le decorazioni della II e della I (Gran Croce) sono costituite da un medaglione con una croce in smalto bianco, con una cornice rossa, su sfondo oro, che riporta i ritratti delle sante a cui l'ordine è dedicato, Sofia ed Olga. Sempre su di uno sfondo in smalto blu, è riportata l'iscrizione in greco: AΓΙA COΦIA AΓΙA OΛΓA (Santa Sofia Santa Olga). Nella parte centrale della cornice, sopra alle effigi delle sante, è rappresentata una corona. 

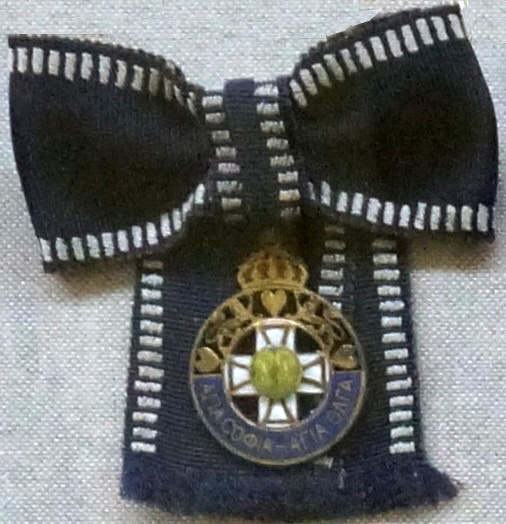
Miniatura della classe II dell'ordine

Per la II classe, oltre alla medaglia che viene issata ad un nastro blu scuro con rifiniture, o strisce orizzontali, bianche ai lati, viene riportata anche una stella, o placca, costituita al centro dalla medesima insegna della medaglia di ogni classe dell'ordine, ad otto punte. La classe di Gran Croce è costituita dalla stessa placca della II classe, ma leggermente più grande, e da una fascia dal colore blu scuro con strisce ai lati bianche, a cui è issato un medaglione che riporta le insegne dell'ordine (croce bianca con cornice rossa, le insegne delle sante, cornice smalto blu con l'iscrizione greca AΓΙA COΦIA AΓΙA OΛΓA Santa Sofia Santa Olga). Le insegne delle classi II, III e IV vengono puntate su di un fiocco, sempre blu scuro con strisce bianche orizzontali, che viene portato sulla spalla sinistra. Le insegne devono essere restituite dopo il decesso dei titolari.

### Insignite

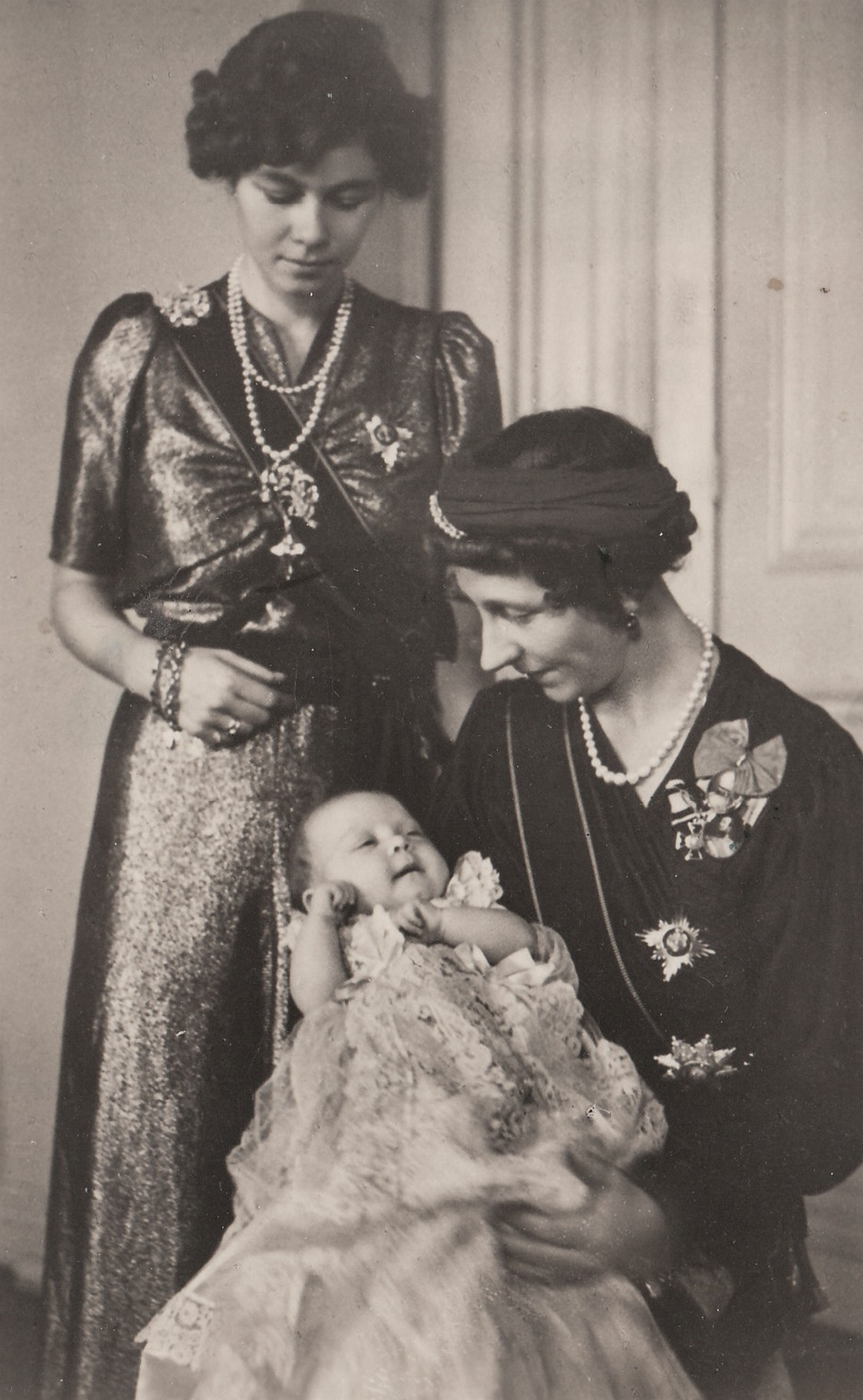
Vittoria Luisa di Prussia e la regina Federica, dame di gran croce dell'ordine

Il monarca greco, fin dalla fondazione, era il sovrano dell'ordine mentre il Gran Maestro era la regina consorte; al tempo della fondazione, gennaio 1936, il fondatore re Giorgio II di Grecia non era sposato, in quanto divorziato dall'anno precedente da Elisabetta di Romania, e quindi il regno non aveva una regina. Probabilmente il ruolo di primo gran maestro venne retto dalla regina madre Elena di Romania, figlia del re Cosdelle stantino I di Grecia e quindi sorella di Giorgio II. Quando re Giorgio morì nel 1947, a succedergli fu il fratello minore Paolo il quale nel 1938 aveva sposato Federica di Hannover; la nuova regina assunse il titolo di gran maestro dell'ordine femminile, carica che detenne fino al 1964, quando il marito morì ed il figlio Costantino II ascese al trono. Il nuovo re sposò il 18 settembre 1964 la principessa Anna Maria di Danimarca, che divenne Gran maestro. Quando nel 2023, l'ex sovrano Costantino II, deposto dal trono nel 1973, morì, gli successe come Capo della Casa reale greca il primogenito maschio Paolo e così la moglie di quest'ultimo, la principessa Marie-Chantal Miller divenne il Gran maestro dell'Ordine di Sant'Olga e Santa Sofia. Gran maestre dell'Ordine:
- Elena di Romania, 1936 - 1947
- Federica di Hannover, 1947 - 1964
- Anna Maria di Danimarca, 1964 - 2023
- Maria-Chantal Miller, 2023 - attuale

I membri della Casa reale greca insignite dell'ordine (dame di gran croce):
- Elena di Grecia[6][7]
- Irene di Grecia[8]
- Caterina di Grecia[9]
- Marie Bonaparte[10]
- Eugenia di Grecia[10]
- Elena Vladimirovna Romanova[6]
- Olga di Grecia[11]
- Marina di Grecia[9]
- Margherita di Grecia[12]
- Sofia Grecia, principessa di Hannover[13]
- Irene di Grecia (1942)[7]
- Sofia di Grecia[14][15]
- Alessandra di Grecia[16]
- Alice di Battenberg[17]
- Teodora di Grecia[18]
- Alessia di Grecia[19]
- Maria-Chantal di Grecia[20]
- Tatiana di Grecia[21]
- Maria Olympia di Grecia[22]
- Nina di Grecia[23]

Dame di Gran Croce di case reali straniere:
- Vittoria Luisa di Prussia[24]
- Elizabeth, regina madre[25]

- Beatrice dei Paesi Bassi[26]
- Anna di Borbone-Parma[6]
- Maria José del Belgio[13][7]
- Giorgina di Liechtenstein[13]
- Giuseppina Carlotta del Belgio[13][7]
- Margherita II di Danimarca[13]
- Maria Mercedes delle Due Sicilie[7]
- Ingrid di Svezia[13][7]
- Vittoria Eugenia di Spagna[7]
- Tatiana Radziwiłł[13]